# Peter Degn
Peter Degn (født 6. april 1977) er en dansk fodboldspiller. Han er født, opvokset og bosat i Ebeltoft.
Peter Degn startede karrieren i AGF, hvor han i 1996 var med på det hold, som vandt DBU's pokaltunering. Peter Degn blev i 1999 solgt til Everton.
Efter Peter Degns kontrakt med Silkeborg IF udløb 31. december 2010, offentliggjorde han i januar 2011, at stoppede karrieren for at hellige sig til sit job som barejer.